# Offham (West Sussex)
Offham – przysiółek w Anglii, w West Sussex. Leży 1,9 km od miasta Arundel, 17,1 km od miasta Chichester i 78,3 km od Londynu. W latach 1870–1872 miejscowość liczyła 99 mieszkańców. Offham jest wspomniana w Domesday Book (1086) jako Offham.